# Ardestan
Ardestan (persisch اردستان) ist eine iranische Kleinstadt in der Provinz Isfahan mit etwa 16.000 Einwohnern. Sie liegt etwa 90 Kilometer nördlich von Isfahan und ist Sitz des gleichnamigen Landkreises.

## Geschichte
Ardestan wurde vermutlich unter den Sassaniden gegründet und war im 10. Jahrhundert n. Chr. eine wichtige Stadt mit einer starken Stadtbefestigung.

### Freitagsmoschee
Die Freitagsmoschee von Ardestan wurde im 12. Jahrhundert auf den Resten einer quadratischen Kioskmoschee ebenfalls aus dem 10. Jahrhundert gebaut. Das Baumaterial waren gebrannte Ziegel. Es handelt sich insgesamt um eine 4-Iwan-Moschee. Ein prächtiger Iwan führt in den mit einer Ziegelkuppel bedeckten Gebetssaal.

### Moschee von Imam Hassan
Bei der Moschee von Imam Hassan handelt es sich um die zweite seldschukische Moschee in der Stadt Ardestan. Sie entstand im 12. Jahrhundert. Das Portal war ehemals von zwei Minaretten umgeben, von denen aber nur eines erhalten blieb. Es handelt sich vielleicht um das älteste Portal mit Doppelminarett in der islamischen Baugeschichte. Der seldschukische Mihrab ist schwer beschädigt.